# Episodi di XIII (prima stagione)
La prima stagione della serie televisiva XIII è stata trasmessa in Canada sul canale Showcase dal 19 aprile al 12 luglio 2011. In Francia è andata invece in onda dal 18 aprile al 23 maggio dello stesso anno su Canal+.
In Italia è trasmessa in prima visione da Sky Uno a partire dal 28 settembre 2012.
| nº | Titolo originale  | Titolo italiano       | Prima TV Canada | Prima TV Italia   |
| -- | ----------------- | --------------------- | --------------- | ----------------- |
| 1  | Pilot             | Pilota                | 19 aprile 2011  | 28 settembre 2012 |
| 2  | Green Falls       | Green Falls           | 26 aprile 2011  | 5 ottobre 2012    |
| 3  | Lockdown          | La trappola           | 3 maggio 2011   | 12 ottobre 2012   |
| 4  | The Irish Version | La versione irlandese | 10 maggio 2011  | 19 ottobre 2012   |
| 5  | Training Camp     | Campo d'addestramento | 17 maggio 2011  | 26 ottobre 2012   |
| 6  | Gauntlet          | Costa Verde           | 25 maggio 2011  | 2 novembre 2012   |
| 7  | Undertow          | I tre orologi         | 1º giugno 2011  | 9 novembre 2012   |
| 8  | Hunting Party     | Battuta di caccia     | 8 giugno 2011   | 16 novembre 2012  |
| 9  | The Bank Job      | Furto in banca        | 15 giugno 2011  | 23 novembre 2012  |
| 10 | The Train         | Viaggio a Montreal    | 22 giugno 2011  | 30 novembre 2012  |
| 11 | The Bunker        | Il bunker             | 30 giugno 2011  | 14 dicembre 2012  |
| 12 | The Key           | La chiave             | 5 luglio 2011   | 21 dicembre 2012  |
| 13 | Revelation        | Rivelazioni           | 12 luglio 2011  | 21 dicembre 2012  |